# Cornelius Knabbe
Cornelius Knabbe ist ein deutscher Laboratoriums- und Transfusionsmediziner. Er ist Hochschullehrer und Direktor des Instituts für Laboratoriums- und Transfusionsmedizin am Herz- und Diabeteszentrum Nordrhein-Westfalen in Bad Oeynhausen, einer Einrichtung der Universitätsklinik der Ruhr-Universität Bochum.

## Leben
Nach seinem Studium der Medizin als Stipendiat der Studienstiftung des Deutschen Volkes an der Universität Hamburg von 1976 bis 1982 und der Approbation als Arzt wurde Cornelius Knabbe 1983 in der Abteilung für Klinische Chemie II der II. Medizinischen Klinik am Universitätskrankenhaus Eppendorf (UKE) mit einer Arbeit über Beziehungen zwischen Androgenversorgung, subzellulären Androgenkonzentrationen und Organwachstum promoviert. Ebenfalls dort erfolgten die Weiterbildungen zum Facharzt für Laboratoriumsmedizin und zum Klinischen Chemiker.
Von 1984 bis 1987 widmete sich Knabbe im Rahmen eines Stipendiums der Deutschen Forschungsgemeinschaft am National Institutes of Health Clinical Center in Bethesda Forschungsthemen der Molekularbiologie und der transformierenden Wachstumsfaktoren (TGF). Bis 1991 war er wissenschaftlicher Mitarbeiter/Hochschulassistent in der II. Medizinischen Klinik sowie in der Abteilung für Transfusionsmedizin des UKE, im Anschluss war er im dortigen Institut für Klinische Chemie als Oberarzt tätig.
Cornelius Knabbe habilitierte sich 1990 und erhielt 1991 die Venia legendi für Klinische Chemie im Fachbereich Medizin der Universität Hamburg. 1995 folgte die Ernennung zum Universitätsprofessor. Von 1998 bis 2010 war Knabbe Chefarzt der Abteilung für Klinische Chemie und Laboratoriumsmedizin am Robert-Bosch-Krankenhaus in Stuttgart, bevor er zum Direktor des Instituts für Laboratoriums- und Transfusionsmedizin am Herz- und Diabeteszentrum NRW berufen wurde.
Knabbe ist Mitglied der Deutschen Fachgesellschaften für Klinische Chemie und Laboratoriumsmedizin sowie für Endokrinologie und ist außerdem Mitglied der Internationalen Fachgesellschaften für Bluttransfusion, Endokrinologie und Krebsforschung. In der Zeit von 2007 bis 2009 war er im Akkreditierungsbeirat des Bundesministeriums für Wirtschaft/Technologie vertreten, seit 2010 Vorsitzender bzw. seit 2012 stellvertretender Vorsitzender des Fachbeirats „Forensik und Gesundheit“ des Akkreditierungsbeirats.
Seit 2006 ist er Mitglied des Beirats „Qualitätssicherung laboratoriumsmedizinischer Untersuchungen“ der Bundesärztekammer. 2014 wurde er zum Vorsitzenden des wissenschaftlichen Beirats des Referenzinstituts für Bioanalytik in Bonn ernannt. Er nimmt verschiedene Funktionen in der Studienstiftung des Deutschen Volkes wahr und ist Gutachter u. a. für die Deutsche Forschungsgemeinschaft, die Niederländische Krebsforschungsgesellschaft und die Swiss Cancer League. Seine wissenschaftlichen Schwerpunkte liegen in der molekularen Diagnostik und der experimentellen und klinischen Zellbiologie.